# Милые обманщицы (серия романов)
Милые обманщицы (англ. «Pretty Little Liars») — серия книг американской писательницы Сары Шепард. На данный момент переведено 12 книг; в России права на издания принадлежат издательству "АСТ".

## Сюжет
Четыре бывшие подруги встречаются через три года после того, как исчезла Элисон — их общая подруга. Она не просто исчезла, а прямо-таки испарилась во время одной из шумных вечеринок. Вскоре Элисон находят мёртвой, а подруги начинают получать сообщения, подписанные всего одной буквой «Э». Подруги прилагают все усилия для того, чтобы вычислить, кто скрывается за буквой. Однако задача оказывается не такой простой. В своих посланиях незнакомец раскрывает факты, которые подруги скрывали даже друг от друга. Девушки далеко не горели желанием раскрывать свои тайны, но послания продолжают поступать. Узнать кто же "Э" можно прочитав всю серию.

## Серия книг

### Первая серия
1. Милые обманщицы
2. Безупречные
3. Идеальные
4. Невероятные

### Вторая серия
1. Грешные
2. Убийственные
3. Бессердечные
4. Особо опасные

### Третья серия
1. Соучастницы
2. Беспощадная
3. Потрясающая
4. Сожженая

### Четвертая серия
1. Разрушительные
2. Смертоносные
3. Ядовитые
4. Неисправимые

### Дополнительно
1. Милые Маленькие Секреты
2. Милая ложь Эли

## Телесериал
Warner Bros. Television и Alloy Entertainment сняли одноимённый сериал по сюжету романа. Телесериал состоит из 7-ми сезонов, если округлить, то будет 150-160 серий в целом.